# Parque Estadual dos Três Picos
O Parque Estadual dos Três Picos (PETP) localiza-se na Região Serrana do Estado do Rio de Janeiro, no Brasil. O seu nome evoca os Três Picos de Friburgo, imponente conjunto de montanhas graníticas cuja altitude chega a 2 366 metros acima do nível do mar e é o ponto culminante de toda a Serra do Mar.
Com uma área aproximada de 65 113 hectares, é o maior parque estadual do Rio de Janeiro, abrangendo porções dos municípios de Cachoeiras de Macacu, Teresópolis, Nova Friburgo, Silva Jardim, e Guapimirim.

## Picos notórios do parque
Pico Maior de Friburgo com 2.366 metros
Pico da Caledônia com 2.257 metros metros

## Histórico
O parque foi criado em 2002, por meio do Decreto Estadual nº 31.343. O objetivo do Parque dos Três Picos é formar um corredor ecológico para garantir a biodiversidade regional, interligando áreas protegidas do sul e do norte do estado..

## Clima
O clima é classificado como af (na escala Koppen) nas partes baixas, já nas partes mais altas é classificado como mesotérmico brando. Se tratando de temperatura, o mês de julho pode apresentar medias abaixo dos 10 °C. A região também é palco de inúmeras geadas nos meses mais frios. No Estado do Rio de Janeiro é o segundo local onde mais se registra o fenômeno, perdendo apenas para o Parque Nacional do Itatiaia. Em 8 de agosto de 2014, a temperatura mínima no Pico da Caledônia foi estimada em 9 graus Celsius negativos. O índice pluviométrico anual pode chegar a 2 000 mm em alguns trechos.

## Fauna
A criação do parque representou um acréscimo de 75% em toda a área protegida por parques e reservas estaduais, visando preservar o cinturão central de Mata Atlântica do Estado do Rio de Janeiro, que já perdeu cerca de 83% de sua cobertura florestal original. Em suas densas matas foram detectados os mais elevados índices de biodiversidade em todo o Estado, isto é, a maior variedade de espécies animais e vegetais em uma dada unidade de área, sendo por isso considerada uma região da mais elevada prioridade, em termos de conservação, pelos especialistas.
Muitas espécies ameaçadas, especialmente grandes mamíferos como o puma ou onça-parda, porco-do-mato, o Muriqui-do-sul a lontra e a jaguatirica ou aves como o gavião-pega-macaco, aqui encontram refúgio, pois o Parque Estadual forma um extenso contínuo florestal com o Parque Nacional da Serra dos Órgãos e com a Estação Ecológica do Paraíso, em Guapimirim. Sem o estabelecimento de tais contínuos de vegetação, populações isoladas destas e de outras espécies entram em inevitável declínio, devido aos cruzamentos entre parentes próximos. Já a onça pintada desapareceu ao longo do século XX, porém um projeto em desenvolvimento pela UFRJ pretende reintroduzir esta espécie no parque.

### Espécie endêmica
Na região existem espécies endêmicas, dentre elas a Lipaugus conditus, ou saudade-de-asa-cinza, encontrada na região do Pico da Caledônia. Descrita em 1980, a espécie vem chamando atenção de observadores de pássaros de outras partes do Brasil e até do mundo.